# منيل هاني
قرية منيل هانى هي إحدى القرى التابعة لمركز أهناسيا في محافظة بني سويف في جمهورية مصر العربية. حسب إحصاءات سنة 2006، بلغ إجمالي السكان في منيل هانى 3058 نسمة، منهم 1563 رجل و1495 امرأة.